# Phyllanthus mukerjeeanus
Phyllanthus mukerjeeanus är en emblikaväxtart som beskrevs av D.Mitra och Sigamony Stephen Richard Bennet. Phyllanthus mukerjeeanus ingår i släktet Phyllanthus och familjen emblikaväxter. Inga underarter finns listade i Catalogue of Life.